# معهد ليبنيز للفيزياء الفلكية بوتسدام
معهد ليبنيز للفيزياء الفلكية بوتسدام (AIP) هو معهد أبحاث ألماني. وخلف مرصد برلين الذي تأسس في عام 1700 والمرصد الفلكي الفلكي بوتسدام (AOP) تأسس في عام 1874. وكان هذا الأخير المرصد الأول في العالم الذي ركز بشكل صريح على مجال أبحاث الفيزياء الفلكية ومنذ عام 1992 بعد إعادة توحيد ألمانيا، أصبح معهد ليبنيز للفيزياء الفلكية بوتسدام عضوا في رابطة ليبنيز
معهد ليبنيز للفيزياء الفلكية بوتسدام ممول من القطاع الخاص. ويقع في بابيلسبرغ في ولاية براندنبورغ، غرب برلين، على الرغم من أن المرصد الشمسي برج أينشتاين والمقراب الانكساري العظيم على تيليغرافنبرغ في بوتسدام تنتمي إلى معهد ليبنيز للفيزياء الفلكية بوتسدام.
الموضوعات الرئيسية للمعهد لايبنيز للفيزياء الفلكية بوتسدام هي دراسة الحقول المغناطيسية الكونية والفيزياء الفلكية خارج مجرة درب التبانة. ويهدف جزء كبير من جهد المعهد إلى تطوير تكنولوجيا البحث في مجالات التحليل الطيفي والتلسكوبات الروبوتية والعلوم الإلكترونية.